# Moon Bloodgood
Moon Bloodgood, née le 20 septembre 1975 à Anaheim, en Californie, aux (États-Unis), est une actrice et mannequin américaine.
Son père est d'origine néerlandaise et irlandaise, sa mère est sud-coréenne.

## Biographie

### Jeunesse
Korinna Moon Bloodgood est née le 20 septembre 1975 et grandit à Anaheim, (Californie, États-Unis),. Son père, Shell Bloodgood, est américain et sa mère, Sang Cha, est coréenne. Son père était en poste en Corée du Sud, où il a rencontré sa mère.

### Carrière
À 17 ans, elle devient l'une des Laker Girls (en),.
En 2005, elle est classée n°99 sur la liste Hot 100 du magazine Maxim's,. Elle s'est ensuite classée n°53 en 2006,, n°40 en 2007 et n°20 en 2009.
Dans Day Break (2006–2007), elle joue Rita Shelten, la petite amie d'un détective qui est accusé de meurtre et arrêté en l'espace d'une journée, mais se retrouve continuellement à revivre ce même jour. En 2007, elle a joué le rôle de Livia Beale dans la série télévisée de science-fiction américaine Journeyman sur NBC.
Elle a un rôle dans le film Street Fighter: Legend of Chun-Li, sorti en février 2009. Elle joue le rôle de Blair Williams dans Terminator Renaissance, le quatrième film dans la franchise Terminator et reprend son rôle dans le jeu vidéo et la websérie animée prequel, Terminator Renaissance : La série Machinima,.

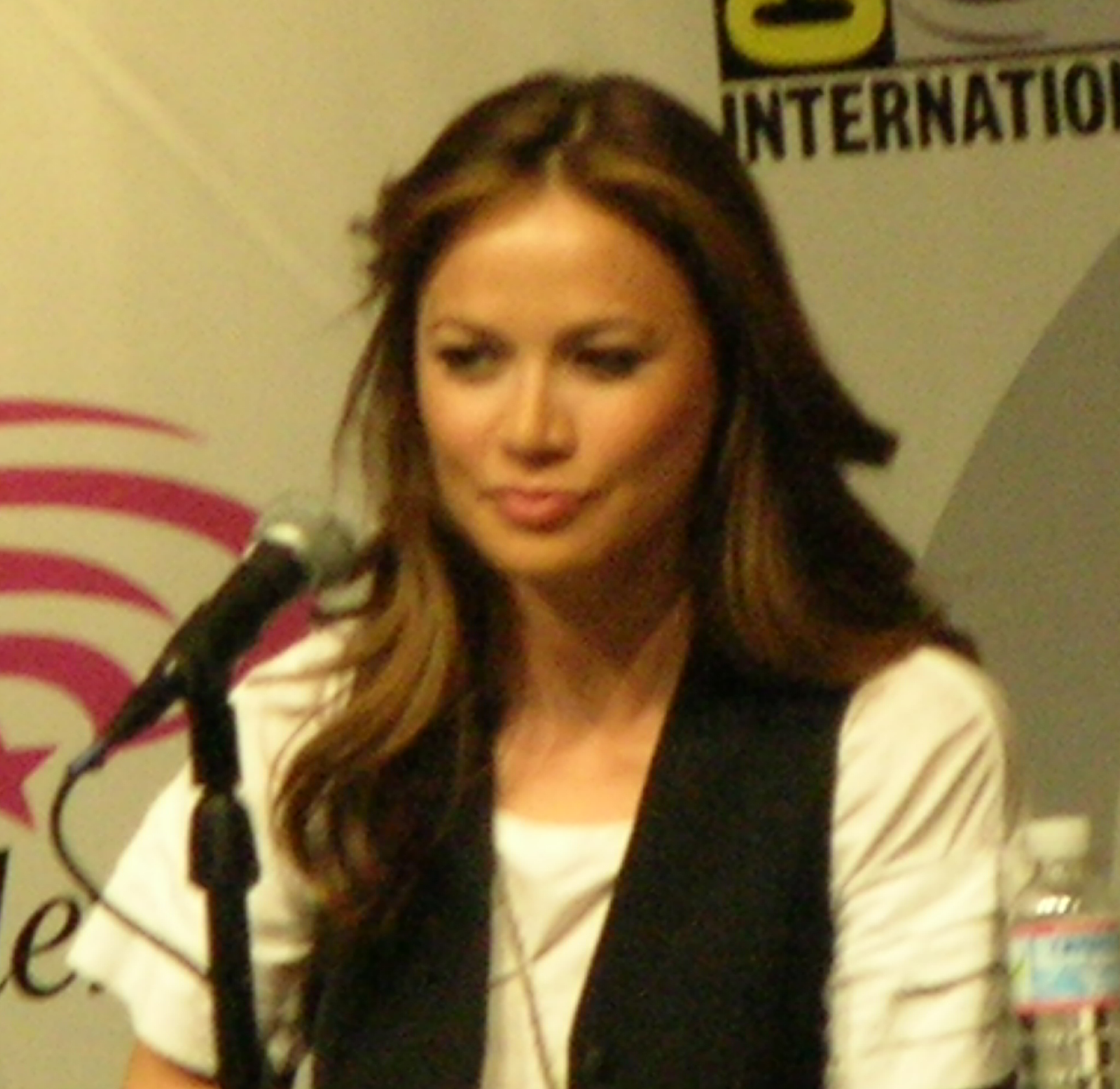
Moon Bloodgood au WonderCon de 2009.

Début 2009, elle rejoint la troisième saison de la série Burn Notice dans un rôle récurrent, celui de l'inspecteur Michelle Paxson.
De 2011 à 2015, elle incarne le docteur Anne Glass dans la série de science-fiction Falling Skies sur TNT, produite par Steven Spielberg. Au Festival du film de Sundance en 2012, elle remporte le "Prix spécial du jury" pour l'interprétation dramatique d'ensemble dans The Sessions avec John Hawkes, Helen Hunt et William H. Macy.
Elle interprète également le rôle d'Uriel l'Archange dans le jeu vidéo Darksiders.
En 2017, elle fait partie de la troisième saison de la série médicale  Code Black.

### Vie privée

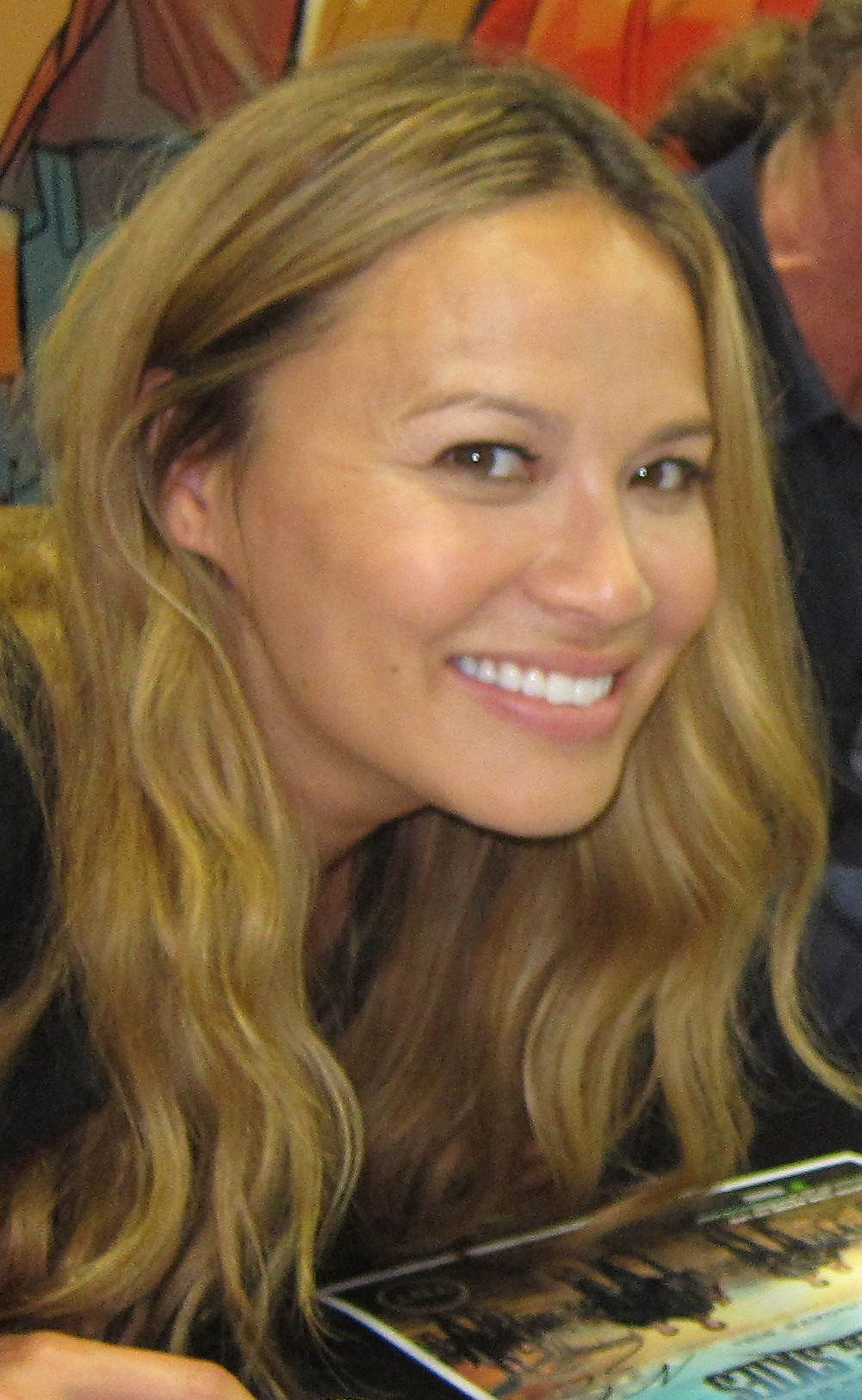
L'actrice en 2012.

En août 2011, Moon Bloodgood épouse Grady Hall, propriétaire d'une compagnie de services informatiques. En décembre 2012, Bloodgood donne naissance à leur fille.

## Filmographie

### Cinéma
- 2004 : Rendez-vous avec une star de Robert Luketic : une femme (1 épisode) (Titre original : Win a Date with Tad Hamilton! ; titre canadien : Gagnez un rendez-vous avec Tad Hamilton)
- 2005 : Sept Ans de séduction de Nigel Cole : Bridget
- 2006 : Moonlight Serenade de Giancarlo Tallarico : Marie Devrenier
- 2006 : Antartica, prisonniers du froid de Frank Marshall : Katie
- 2007 : Pathfinder de Marcus Nispel : Starfire
- 2008 : Panique à Hollywood de Barry Levinson : Laure
- 2009 : Street Fighter: Legend of Chun-Li (Street Fighter: The Legend of Chun-Li) : Maya
- 2009 : Terminator Renaissance de McG : Blair Williams (Titre original : Terminator Salvation
- 2010 : Faster, de George Tillman Jr. : Marina, la femme du flic
- 2012 : The Sessions de Ben Lewin : Vera
- 2013 : The Power of Few de Leone Marucci : Mala

### Télévision
- 2002 : Voilà ! de Steven Levitan (série TV) : Penny (1 épisode) ( Titre anglais : "Just Shoot Me!" )
- 2003 : Fastlane de McG et John McNamara (série TV) : Maid (1 épisode)
- 2003 : Les Experts de Anthony E. Zuiker (série TV) : Stripper (1 épisode) ( Titre anglais : "CSI: Crime Scene Investigation" )
- 2004 : Hollywood Division de James Foley : Lisa Morales
- 2004 : North Shore : Hôtel du Pacifique de Peter Elkoff (série TV) : Brigade mondaine (saison 1 épisode 10)  : Lacey Riggs
- 2005 : Monk de Andy Breckman (série TV) : Monk se cache (saison 3, épisode 12)  : Hayley
- 2006 - 2007 : Day Break de Paul Zbyszewski (série TV) : Rita Shelten (13 épisodes)
- 2007 : Journeyman de Kevin Falls série TV) : Livia Beale (13 épisodes)
- 2009 : Burn Notice (série TV) : Détective Michelle Paxson (saison 3)
- 2010 : Human Target : La Cible (série télévisée) : Tanarak (saison 1 épisode 10) : Dr Jessica Shaw
- 2011-2015 : Falling Skies (série TV) : Anne Glass
- 2018 : Code Black (série TV) : Rox Valenzuela (saison 3)
- 2019 : NCIS Los Angeles (série TV) : Katherine Casillas (récurrent saison 11)
- 2022 : Magnum : La juge Rachel Park

## Voix francophones
En France, Marie Zidi est la voix régulière de Moon Bloodgood.
Au Québec, Nadia Paradis l'a doublée à trois reprises.
En France
| - Marie Zidi dans : - Journeyman (série télévisée) - Panique à Hollywood - Terminator Renaissance - Burn Notice (série télévisée) - Faster - Falling Skies (série télévisée) - Code Black (série télévisée) - NCIS : Los Angeles (série télévisée) | Et aussi - Vanina Pradier dans Monk (série télévisée) - Véronique Desmadryl dans Day Break (série télévisée) - Julie Dumas dans Antartica, prisonniers du froid - Delphine Rich dans Pathfinder - Yumi Fujimori dans Human Target : La Cible (série télévisée) - Juliette Degenne dans Magnum (série télévisée) |

Au Québec
| - Nadia Paradis dans : - Huit en dessous - Qu'est-ce qui m'arrive ? - Terminator Rédemption | Et aussi - Manon Arsenault dans Un amour comme ça - Anne Bédard dans Street Fighter : La légende de Chun-Li |